# 静岡市立長田東小学校
静岡市立長田東小学校（しずおかしりつ おさだひがししょうがっこう）は、静岡県静岡市駿河区東新田にある公立小学校。

## 沿革
- 1971年（昭和46年）
  - 4月1日 - 創立[1]。
  - 9月1日 - 校章・校歌制定[1]。
- 1980年（昭和55年）11月28日 - 創立10周年記念式典[1]。
- 1990年（平成2年）11月22日 - 創立20周年記念式典・音楽会[1]。
- 2000年（平成12年）11月19日 - 創立30周年記念 東っ子夢祭り[1]。

## 通学区域
駿河区

| - 鎌田 - 上川原 - 光陽町 - 下川原 | - 東新田 - 東新田一～五丁目 - 丸子新田の一部 - みずほ一～五丁目 |

## アクセス
- しずてつジャストライン東新田下川原線 ｢長田東小学校前｣停留所から、徒歩1分